# Anna Munch
Anna Munch (10 de junio de 1998) es una deportista danesa que compite en vela en las clases Europe y Laser Radial.
Ganó tres medallas en el Campeonato Mundial de Europe entre los años 2015 y 2017, y una medalla de oro en el Campeonato Europeo de Laser Radial de 2025.

## Palmarés internacional
| Campeonato Mundial | Campeonato Mundial | Campeonato Mundial | Campeonato Mundial |
| Año                | Lugar              | Medalla            | Clase              |
| ------------------ | ------------------ | ------------------ | ------------------ |
| 2015               | Arendal (Noruega)  | Medalla de bronce  | Europe             |
| 2016               | Torbole (Italia)   | Medalla de plata   | Europe             |
| 2017               | Blanes (España)    | Medalla de plata   | Europe             |

| Campeonato Europeo | Campeonato Europeo | Campeonato Europeo | Campeonato Europeo |
| Año                | Lugar              | Medalla            | Clase              |
| ------------------ | ------------------ | ------------------ | ------------------ |
| 2025               | Marstrand (Suecia) | Medalla de oro     | Laser Radial       |